# Stiles
Stiles – miasto w Stanach Zjednoczonych, w stanie Wisconsin, w hrabstwie Oconto.